# Кампече (залив)
Кампе́че (исп. Golfo de Campeche) — залив у восточного берега Центральной Америки, южная часть Мексиканского залива. На востоке омывает берег полуострова Юкатан, на юге — перешеек Теуантепек, а с запада — Веракрус. Название получил в 1517 году в ходе экспедиции Франсиско Эрнандеса де Кордобы.

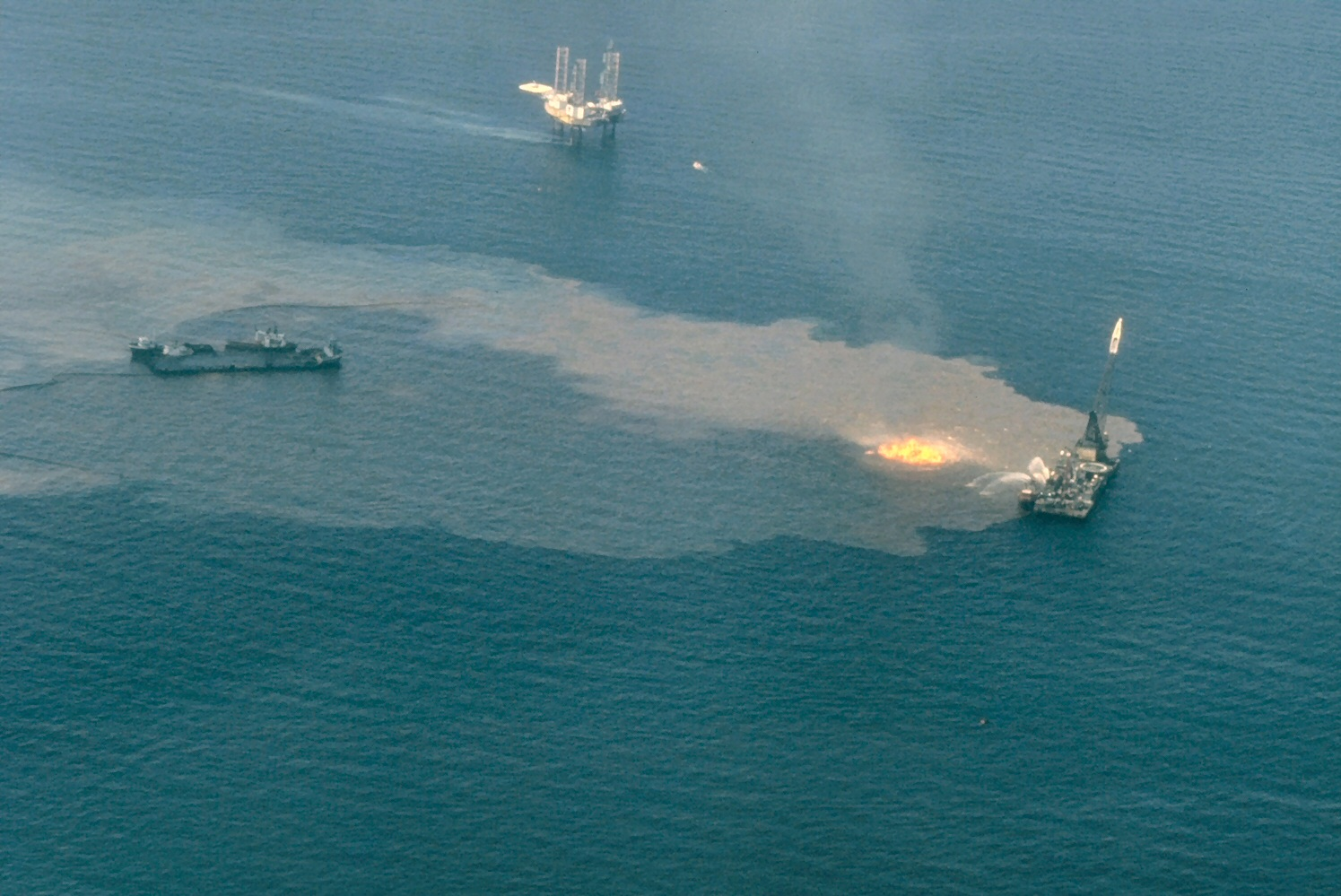
Авария на платформе Ixtoc I, 1979 год

Ширина в северной части залива составляет около 750 км, вдаётся в сушу более чем на 300 км. Глубина в открытой части до 3286 м, у восточного берега, в бухте Кампече — до 34 м. Площадь залива составляет около 15 540 км², приливы преимущественно суточные, высота от 0,6 до 1,2 м. В залив впадают реки Папалоапан, Коацакоалькос, Грихальва, Усумасинта и Канделария. Берега низменные, заболочены.
Главные порты — Сан-Франсиско-де-Кампече, Коацакоалькос и Веракрус.
В заливе Кампече располагается крупный комплекс нефтяных месторождений Кантарел. 3 июня 1979 года в результате аварии на разведывательной платформе Ixtoc I в заливе произошёл крупный разлив нефти.
Через залив проходят пути сезонной миграции птиц.